# Izon
Izon es una comuna francesa ubicada en el departamento de Gironda, en la región de Nueva Aquitania, al suroeste de Francia. Se encuentra en el distrito de Libourne y forma parte de la comunidad de comunas del Sur Libournais. Es un pequeño pueblo con encanto rural, conocido por su entorno vinícola, típico de la región de Burdeos. Su economía está influenciada por la producción de vino y la agricultura. Además, su cercanía a Burdeos la convierte en una zona atractiva para quienes buscan tranquilidad sin alejarse demasiado de la ciudad.

## Demografía
| 1175 | 1323 | 1689 | 2148 | 3361 | 3958 |
| Para los censos de 1962 a 1999 la población legal corresponde a la población sin duplicidades (Fuente: INSEE [Consultar]) |      |      |      |      |      |